# Oxytropis carduchorum
Oxytropis carduchorum är en ärtväxtart som beskrevs av Ian Charleson Hedge. Oxytropis carduchorum ingår i släktet klovedlar, och familjen ärtväxter. Inga underarter finns listade i Catalogue of Life.